# Бодеще
Бодеще (словен. Bodešče) — поселення в общині Блед, Горенський регіон, Словенія. Висота над рівнем моря: 481,5 м.